# جورجيا موراي
جورجيا موراي هي مغنية مؤلفة كندية، ولدت في 23 أبريل 1984 في Port McNeill ‏ في كندا.

## وصلات خارجية
- جورجيا موراي على موقع IMDb (الإنجليزية)